# Еремеев, Валерий Николаевич
Валерий Николаевич Еремеев (укр. Валерій Миколайович Єремєєв; 12 января 1942, Саратов — 31 октября 2020) — советский и украинский учёный в области океанологии, гидрохимии и экологии Черноморского бассейна, доктор физико-математических наук, профессор, директор Морского гидрофизического института НАНУ (1985—2000) и Института биологии южных морей имени А. О. Ковалевского НАНУ (2000—2015), академик НАНУ (1997).

## Биография
Родился 12 января 1942 года в Саратове.
Окончил физический факультет Ростовского государственного университета по специальности «физика атомного ядра» (1964).
С 1965 г. работал в Морском гидрофизическом институте АН Украинской ССР (НАНУ): младший научный сотрудник, старший научный сотрудник, учёный секретарь (1975—1980), зам. директора (1980—1985), директор (1985—2000). Директор Института биологии южных морей имени А. О. Ковалевского НАНУ (2000—2015).
Доктор физико-математических наук (1988), профессор (1991).
В 1992 году избран членом-корреспондентом, в 1997 г. — академиком НАНУ.
В 1999 г. был инициатором создания Океанографического центра НАНУ.
Автор более 500 статей, 15 монографий и 3 атласов Азово-Черноморского бассейна.
Среди его учеников — академик, 7 докторов и более 20 кандидатов наук.
Лауреат Государственной премии Украины в области науки и техники (2000) и Премии Правительства Российской Федерации в области науки и техники (2008) и премии имени В. И. Вернадского. Заслуженный деятель науки и техники Украины (2003). Орден «За заслуги» 3-й степени (2007).

### Сочинения
- Физико-химические аспекты взаимодействия океана и атмосферы. К., 1985;
- Трассёры в океане. К., 1987;
- Чёрное море. Зоны взаимодействия аэробных и анаэробных вод. Св., 1993